# Batura Sar
Batura Sar (případně Batura I) je hora v Karákóramu, která leží na pákistánském území. S výškou 7795 m n. m. je pětadvacátou nejvyšší horou světa, podle prominence (3118 m) pak 77. Jde o nejvyšší horu pohoří Batura Muztagh a desátou nejvyšší v Pákistánu.

## Prvovýstup
V roce 1959 se o výstup na horu pokoušel pětičlenný tým, avšak všichni jeho členové na hoře zahynuli, aniž by dosáhli jejího vrcholu. Prvovýstup nakonec proběhl v roce 1976, kdy vrcholu hory dosáhli dva členové expedice vedené Alexanderem Schleem – Hubert Bleicher a Herbert Oberhofer. Další výstup absolvovala v roce 1983 rakouská expedice, a to jinou cestou než při prvovýstupu.